# Il cane della vedova
Il cane delle vedova è un cortometraggio muto italiano del 1913 diretto e interpretato da Ernesto Vaser.